# 染色體互換

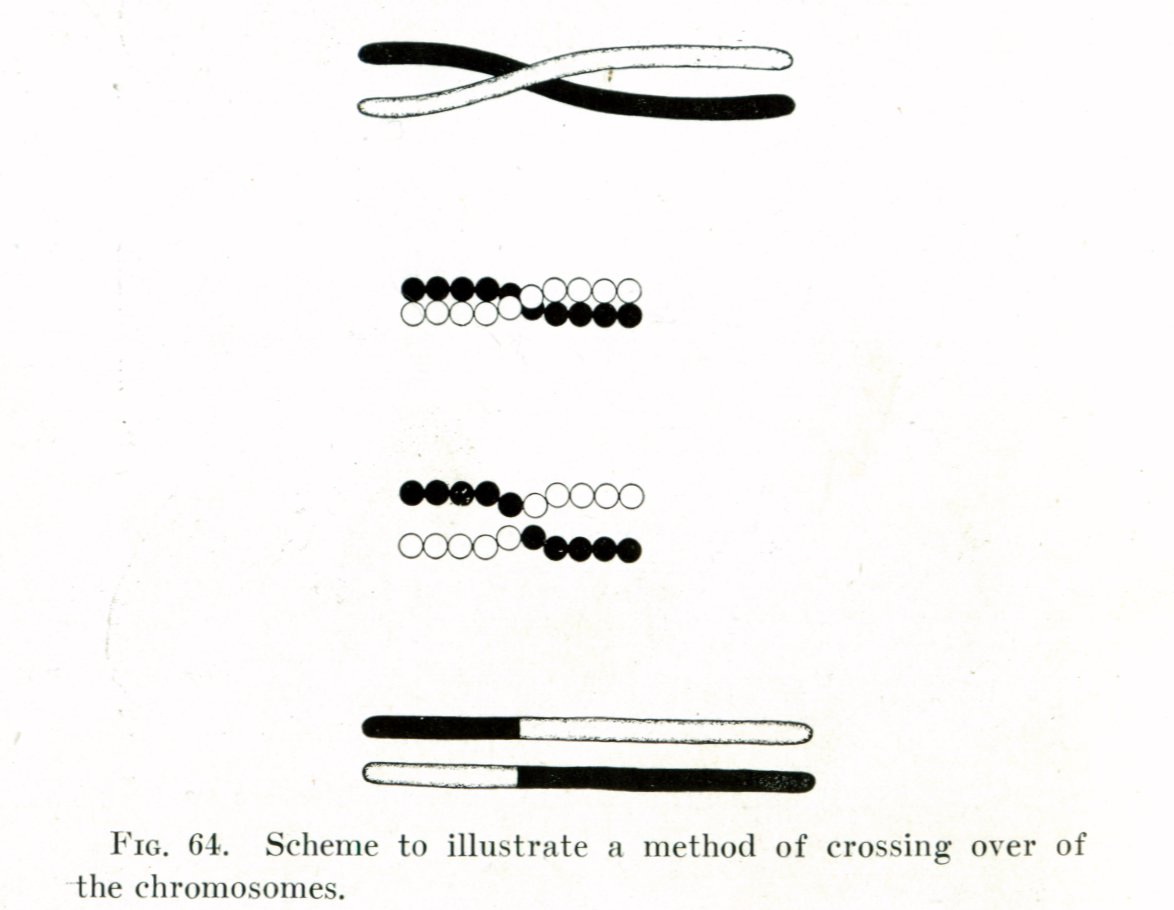
托马斯·亨特·摩根於1916年所繪製的互換圖。

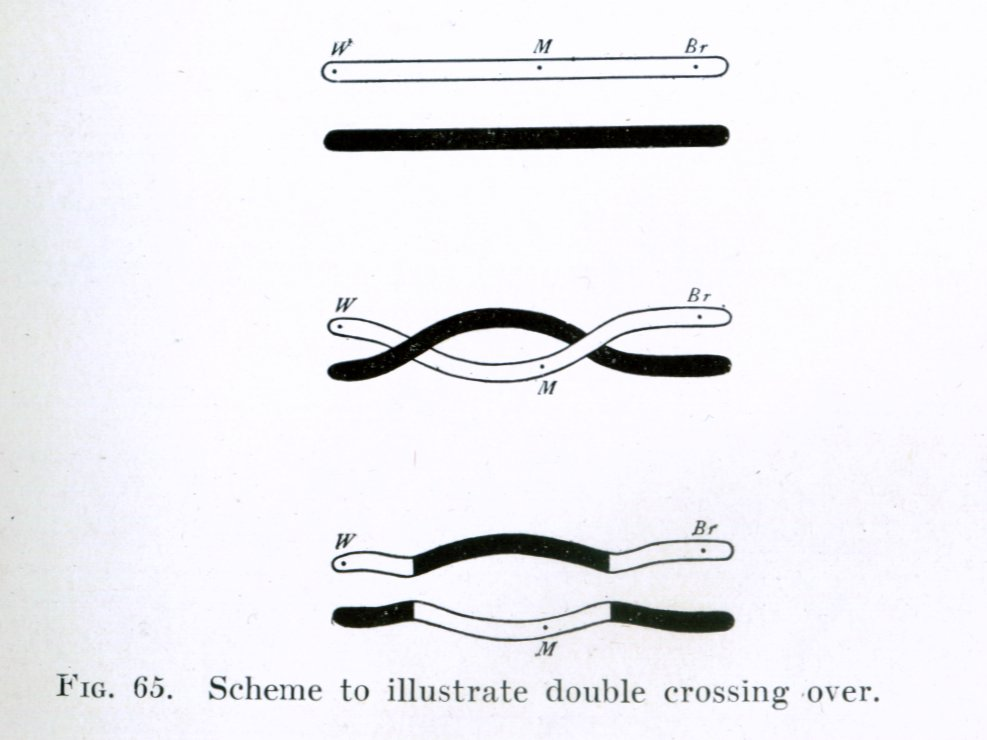
雙重互換。

染色體互換（英語：chromosomal crossover，也稱染色體交換、交叉互換）是指有性生殖中，兩條同源染色體的非姊妹染色單體部分的DNA發生交換的过程，是基因重组的最後階段之一，發生在減數分裂前期I的粗線期的聯會的過程中。聯會在聯會複合體發育前就開始了，直到前期I接近結束時才完成。交叉互換通常發生在配對染色體上的匹配區域斷裂，然後與另一個染色體重新連接時。
最早描述並提出互換理論的科學家是托马斯·亨特·摩根，而互換的物理基礎最早則是於1931年由哈麗特·克萊登和巴巴拉·麥克林托克提出。
染色体互换的起源有两种流行且重叠的理论，这两个理论来自关于减数分裂起源的不同理论。
第一个理论基于减数分裂进化为另一种DNA修复方法的想法，认为交叉互换是一种替代可能受损的DNA部分的新方法。
第二个理论来自减数分裂从细菌转化而来的想法变换，认为交叉互换具有产生多样性的功能。
在大多数真核生物中，一个细胞携带每个基因的两个版本，称为等位基因。每个父母将一个等位基因传递给每个后代。单个配子继承染色体上等位基因的完整单倍体互补，这些等位基因是从中期板上排列的每对染色单体中独立选择的。如果没有重组，在同一条染色体上连接在一起的那些基因的所有等位基因将一起遗传。减数分裂重组可以占据单个基因位置的两个等位基因能够更加独立地分离，因为重组改变了同源染色体之间的等位基因含量。
重组导致同一染色体上母本和父本等位基因的新排列。尽管相同的基因以相同的顺序出现，但有些等位基因不同。这样，后代理论上可以拥有亲本等位基因的任意组合，并且两个等位基因可以一个后代中同时出现，这对另一个后代具有相同组合的统计概率没有任何影响。这是孟德尔自由组合定律的遗传学基础。
然而，所有基因组合的重组频率实际上并不相同，因此存在“遗传距离”的概念，指的是（适当大的）谱系样本上平均重组频率的量度。简单来说，这是因为重组受到基因之间的距离影响。如果两个基因在一条染色体上的位置很近，那么重组时将这两个基因分开的可能性就显然很小。遗传连锁描述了基因位于同一染色体上而共同遗传的趋势，其中基因或遗传标记的某些组合在群体中发生的频率并不一定，受到基因的距离影响，这一现象称为连锁不平衡。这一概念可用于在寻找致病基因，通过比较特定DNA序列的出现与疾病的出现来完成，当发现两者之间存在高度相关性时，很可能有关的的基因序列也就更接近。